# Сирена (фильм, 2016)
«Сирена» (англ. Siren, стилизовано под SiREN) — американский фильм ужасов 2016 года режиссёра Грегга Бишопа по сценарию Бена Коллинза и Люка Петровски. Это первый спин-офф франшизы З/Л/О и полнометражная адаптация отрывка режиссёра Дэвида Брукнера из антологического фильма ужасов 2012 года З/Л/О. Он был выпущен 2 декабря 2016 года в кинотеатрах, на DVD 6 декабря 2016 года и на Netflix 1 января 2020 года. В центре внимания фильма Иона (Чейз Уильямсон) и её жених за день до его свадьбы, когда они отправляются в путь на дикую ночь вечеринок и разврата. Однако вечеринка превращается в жестокую борьбу за выживание, когда они невольно выпускают на празднование легендарного хищника.

## Сюжет
Иона отправляется со своим братом Маком и друзьями Рэндом и Эллиотом на мальчишник в секретный клуб. Владелец, Никс, приветствует их, и, узнав, что Иона хочет получить опыт без мошенничества, Никс отправляет его в отдельную комнату.
Иона видит пленную женщину по другую сторону стеклянного окна. Он пытается с ней поговорить, и она начинает петь. Иона в трансе внезапно вновь переживает все сексуальные контакты, которые у него когда-либо были, одновременно. Опасаясь, что женщина является сексуальной рабыней, Иона и его друзья помогают ей сбежать, и она убивает охранника, обнажая демоническую форму. После того, как друзья убегают на машине, женщина преследует их, разбивает машину и похищает Эллиота.
Никс и его люди похищают Ранда и пытают его из-за существа — Лилит. Иона и Мак убегают в закусочную, но Лилит находит их, убивает людей внутри и улетает с Ионой. В карьере Лилит использует трансовую фантазию о том, что она Ева, невеста Ионы, чтобы изнасиловать его. Придя в себя, Иона возвращается в свой отель, где Никс предлагает обменять Ранда на Лилит в ближайшей церкви.
В церкви Никс говорит, что Лилит — суккуб, которого он ранее заключил в тюрьму, и ему нужен Иона, чтобы вернуть её. Приходит Лилит, и Иона говорит ей, что отпустит её, если он и Ранд смогут уйти. Лилит убивает Никса и его приспешников, а Лилит освобождает Иону поцелуем после того, как Мак убит.
Год спустя Иона и Ева отмечают свой юбилей. После занятий любовью Иона спускается вниз и видит Еву, спящую на диване, понимая, что Лилит использовала ещё один транс наверху. Она нападает на Еву, и Иона говорит, что пойдет с ней, если она пощадит Еву. Лилит хватает Иону, и они улетают в ночь.

## В ролях
- Чейз Уильямсон — Иона
- Ханна Файрман — Лилит
- Джастин Уэлборн — мистер Никс
- Хэйес Меркюр — Рэнд
- Майкл Аарон Миллиган — Мак
- Бриттани С. Холл — Эш
- Рэнди Макдауэлл — Эллиотт
- Линдси Гарретт — Ева
- Уильям Марк Маккало — наркоман
- Патрик Вуд — вышибала
- Стивен Кодилл — шерифа Бун
- Брайан Ф. Дуркин — офицер О’Брайан
- Престон Джеймс Хиллер — офицер Коллинз
- Ава Этвуд — молодая Лили

## Выход картины
Фильм был снят за 18 дней. Пост-продакшн проходил в спешке, и в результате несколько окончательных кадров с визуальными эффектами не были одобрены режиссёром. Сирена была выпущена 2 декабря 2016 года компанией Chiller Films, а затем выпущен на DVD 6 декабря 2016 года компанией Universal Home Video. Впоследствии фильм был выпущен на Netflix 1 января 2020 года.

## Восприятие
Проект получил смешано-положительные отзывы критиков. На сайте-агрегаторе рецензий Rotten Tomatoes 65 % из 20 рецензий критиков положительные, со средней оценкой 5,3/10. Metacritic, который использует средневзвешенное значение, присвоил фильму оценку 54 из 100 на основе девяти критиков, что указывает на «смешанные или средние» отзывы.
Ain't It Cool News назвала картину «надёжным фильмом-монстром с сильным актёрским составом», Los Angeles Times назвала её «умным и уверенным продолжением потрясающего короткометражного фильма». We Are Indie Horror назвали фильм «феноменальной и интенсивной адаптацией „Ночь любителя“, которая намного превосходит ту короткометражку по тону и действию. Сирену нужно обязательно посмотреть, и это того стоит».
Horror Freak News назвал спин-офф одним из «лучших фильмов ужасов 2016 года».